# 鲣鸟
鲣鸟科（学名：Sulidae）是鸟纲鲣鸟目中的一个科，包括三属。本身为了筑巢，会搜集草，把草带到悬崖上的繁殖群落。有时同个地方会有5万个左右的巢。是体长约65-85厘米的大型海鸟。广泛分布于太平洋、大西洋和印度洋。在海洋上空飞行寻找鱼群和鱿鱼。发现鱼群时，头朝下迅速竖直地潜入水中。鲣鸟成群地营巢，但有强烈的领域感，有许多“仪式”性的动作来保护它们的领地。每窝常产卵两枚。鲣鸟不怕人，早期的海员可以轻易地杀死它，并因此认为它们笨，故又称之为“笨鸟”。

## 種
- 鲣鸟属 Sula
  - 蓝脚鲣鸟, Sula nebouxii
  - 秘鲁鲣鸟, Sula variegata
  - 蓝脸鲣鸟, Sula dactylatra
  - 橙嘴蓝脸鲣鸟, Sula granti （之前被認為是蓝脸鲣鸟的亞種S. dactylatra granti）[3]
  - 红脚鲣鸟, Sula sula
  - 褐鲣鸟或白腹鲣鸟, Sula leucogaster
- 阿波特鲣鸟属 Papasula
  - 阿波特鲣鸟 - Papasula abbotti
- 大鲣鸟属 Morus
  - 憨鲣鸟, Morus bassanus
  - 南非鲣鸟, Morus capensis
  - 澳洲鲣鸟, Morus serrator